# 김정 (1486년)
김정(金淨, 1486년 ~ 1521년)은 조선 중기의 성리학자, 문신으로, 자는 원충(元冲), 호는 충암(冲庵), 시호는 문간(文簡), 본관은 경주(慶州)이다.
1504년 사마시에 합격해 1507년 문과에 장원 급제하였으며, 관료로 재직 중 다시 정시에 장원급제하였다. 조광조와 미신타파와 향약 시행 등 개혁 정치에 힘쓰다가 기묘사화로 유배되었다가 사형당했다.

## 생애
10세 전 사서를 통하고 1504년 사마시에 합격해 1507년 문과에 장원 급제하였다. 정언, 순창 군수 등을 지내고 담양 부사 박상과 함께 폐비 신씨를 복위시키고자 상소를 올렸으나 각하되고 유배당했다.
성균관 전적, 홍문관 수찬지제교겸 경연 검토관, 춘추관 기사관, 병조좌랑, 사간원 정언을 거친 후 문신(文臣)들을 시험하는 '정시'에 다시 장원급제하였다. 이후 병조정랑, 홍문관 부교리, 교리, 사간원 헌납 등을 지냈다. 1501년 충청도 도사로 부임했다가 1512년 다시 내직으로 돌아와서 교리, 이조정랑을 거치고 1513년 독서당에 들어갔다. 그러나 얼마 후엔 벼슬을 사양하고 다시 고향으로 내려왔다. 1514년(중종 9) 순창군수에 제수되어 부임하였다.
1515년(중종 10)에 중종의 계비 장경왕후 윤씨가 죽자 그는 중종 반정으로 왕후자리에서 쫓겨난 신씨를 다시 맞아들이자고 했다가 왕의 노여움을 사서 김정은 고향땅인 보은의 함림역(현, 보은읍 학림리)으로 유배되었다. 순창군수로 있던 중 그는 장경왕후 윤씨가 인종을 낳다가 산증으로 사망했는데, 이때 일부 조정 대신들은 중종의 총애를 받고 있던 후궁 숙의 박씨를 천거했다. 그러나 김정은 담양부사로 있던 박상과 함께 이를 반대했다. 그리고 담양 부사 박상(朴祥)과 함께 중종 비 신씨를 복위해야 한다는 상소를 올렸던 것이다.
1516년 다시 등용되어 부제학, 동부승지, 도승지, 이조참판, 대사헌, 병조판서를 역임하고 조광조와 미신타파와 향약 시행 등 개혁 정치에 힘썼으나 1519년 기묘사화로 몰락해 충청도 금산으로 유배, 다시 제주도로 이배되었다가 위리안치(圍離安置)된 뒤, 사약을 받고 사사당했다.
폐비 신씨를 복위하는 데 적극 나서는 등 절의에 뛰어났다는 평가, 형조판서에 있을 때에 감옥에 수인(특히 출세한 천인)들이 넘쳐나고 죽는 사람이 너무 많아 특별조사까지 받았던 무자비한 관료였다는 평가가 엇갈린다. 시화에 능했으며 문집에는 《충암문집》, 저서에는 《제주풍토록》 등이 있다.

### 사후
사망으로부터 55년이 지난 1576년(선조 9) 문간(文簡)이라는 시호를 받았다.
그는 청백리의 한 사람으로 녹선되기도 했다.

## 가족 관계
※근거는 『김정 비명』이다.
- 증조 - 김호(金滸) : 평택현감(平澤縣監), 증(贈) 도승지(都承旨)
  - 조부 - 김처용(金處庸) : 증 병조참판(兵曹參判)
    - 아버지 - 김효정(金孝貞, ? ~ 1500년) : 호조정랑(戶曹正郞), 증 이조판서(吏曹判書)
    - 어머니 - 판관(判官) 허윤공(許尹恭)의 딸
      - 형 - 김광(金光) : 참봉(參奉)
      - 부인 - 진사(進士) 송여익(宋汝翼)의 3녀
        - 양자 - 김철보(金哲葆)[1] : 참봉, 김성발(金聲發, 1569년 ~ 1642년)의 조부

## 같이 보기
- 순창 삼인대
- 조광조
- 김식
- 박상